# NGC 4600
NGC 4600 (другие обозначения — UGC 7832, MCG 1-32-128, ZWG 42.198, VCC 1834, PGC 42447) — линзообразная галактика (S0) в созвездии Дева.
Эта карликовая линзовидная галактика бедна газом. В её ядре наблюдается излучение в линии H-альфа. Оценки расстояния до галактики, сделанные методами вершины ветви красных гигантов и методом флуктуаций поверхностной яркости, в целом согласуются друг с другом.
Этот объект входит в число перечисленных в оригинальной редакции «Нового общего каталога».